# Campeonato Argentino M21 1995
El Campeonato Argentino de Menores de 21 años de 1995 fue un torneo para los seleccionados M21 de las uniones regionales afiliadas a la Unión Argentina de Rugby. Se llevó a cabo entre el 28 de octubre y el 19 de noviembre de 1995 y la final se disputó en Buenos Aires.
El torneo paso a disputarse con un formato más similar al utilizado tradicionalmente en los otros torneos representativos de la UAR: los equipos se dividieron en cuatro zonas, con los ganadores de cada zona clasificando a las semifinales de la fase final por el campeonato. En este torneo en particular, las zonas de la primera fase se disputaron bajo el sistema de todos contra todos. 
El seleccionado de Buenos Aires se quedó con el campeonato por segundo año consecutivo al vencer 67-16 en la final a la Unión de Rugby de Rosario.

## Equipos participantes
Participaron esta edición doce equipos: once uniones provinciales y la Unión Argentina de Rugby, representada por el seleccionado de Buenos Aires.
| Equipo              | Unión                           |
| ------------------- | ------------------------------- |
| Buenos Aires        | Unión Argentina de Rugby        |
| Córdoba             | Unión Cordobesa de Rugby        |
| Cuyo                | Unión de Rugby de Cuyo          |
| Entre Ríos          | Unión Entrerriana de Rugby      |
| Mar del Plata       | Unión de Rugby de Mar del Plata |
| Nordeste            | Unión de Rugby del Nordeste     |
| Rosario             | Unión de Rugby de Rosario       |
| Salta               | Unión de Rugby de Salta         |
| San Juan            | Unión Sanjuanina de Rugby       |
| Santa Fe            | Unión Santafesina de Rugby      |
| Santiago del Estero | Unión Santiagueña de Rugby      |
| Tucumán             | Unión de Rugby de Tucumán       |

## Primera fase

### Zona A
| Pos. | Equipos       | Partidos | Partidos | Partidos | Tantos | Tantos | Tantos | Pts. |
| Pos. | Equipos       | G        | E        | P        | PF     | PC     | DP     | Pts. |
| ---- | ------------- | -------- | -------- | -------- | ------ | ------ | ------ | ---- |
| 1.°  | Buenos Aires  | 2        | 0        | 0        | 186    | 18     | +168   | 4    |
| 2.°  | Santa Fe      | 1        | 0        | 1        | 52     | 101    | -49    | 2    |
| 3.°  | Mar del Plata | 0        | 0        | 2        | 27     | 146    | -119   | 0    |

| 28 de octubre | Buenos Aires | 74 - 18 | Santa Fe |  |  |

| 4 de noviembre | Mar del Plata | 0 - 112 | Buenos Aires |  |  |

| 11 de noviembre | Santa Fe | 34 - 27 | Mar del Plata |  |  |

### Zona B
| Pos. | Equipos         | Partidos | Partidos | Partidos | Tantos | Tantos | Tantos | Pts. |
| Pos. | Equipos         | G        | E        | P        | PF     | PC     | DP     | Pts. |
| ---- | --------------- | -------- | -------- | -------- | ------ | ------ | ------ | ---- |
| 1.°  | Sgo. del Estero | 2        | 0        | 0        | 35     | 24     | +11    | 4    |
| 2.°  | Tucumán         | 1        | 0        | 1        | 28     | 23     | +5     | 2    |
| 3.°  | Cuyo            | 0        | 0        | 2        | 14     | 30     | -16    | 0    |

|  | Tucumán | 13 - 5 | Cuyo |  |  |

|  | Sgo. del Estero | 18 - 15 | Tucumán |  |  |

|  | Cuyo | 9 - 17 | Santiago del Estero |  |  |

### Zona C
| Pos. | Equipos    | Partidos | Partidos | Partidos | Tantos | Tantos | Tantos | Pts. |
| Pos. | Equipos    | G        | E        | P        | PF     | PC     | DP     | Pts. |
| ---- | ---------- | -------- | -------- | -------- | ------ | ------ | ------ | ---- |
| 1.°  | Rosario    | 2        | 0        | 0        | 79     | 34     | +45    | 4    |
| 2.°  | Córdoba    | 1        | 0        | 1        | 114    | 30     | +84    | 2    |
| 3.°  | Entre Ríos | 0        | 0        | 2        | 7      | 136    | -129   | 0    |

|  | Córdoba | 87 - 0 | Entre Ríos |  |  |

|  | Rosario | 30 - 27 | Córdoba |  |  |

|  | Entre Ríos | 7 - 49 | Rosario |  |  |

### Zona D
| Pos. | Equipos  | Partidos | Partidos | Partidos | Tantos | Tantos | Tantos | Pts. |
| Pos. | Equipos  | G        | E        | P        | PF     | PC     | DP     | Pts. |
| ---- | -------- | -------- | -------- | -------- | ------ | ------ | ------ | ---- |
| 1.°  | San Juan | 2        | 0        | 0        | 64     | 33     | +31    | 4    |
| 2.°  | Salta    | 1        | 0        | 1        | 46     | 42     | +4     | 2    |
| 3.°  | Nordeste | 0        | 0        | 2        | 25     | 60     | -35    | 0    |

|  | San Juan | 36 - 11 | Nordeste |  |  |

|  | Nordeste | 14 - 24 | Salta |  |  |

|  | Salta | 22 - 28 | San Juan |  |  |

## Fase final
La fase final se disputó el 17 y 19 de noviembre. La final se jugó en Buenos Aires.
|  | Semifinales         | Semifinales         | Semifinales     |         |              | Final               | Final               | Final           |  |
|  | 17 de noviembre     | 17 de noviembre     | 17 de noviembre |         |              | 19 de noviembre     | 19 de noviembre     | 19 de noviembre |  |
|  |                     |                     |                 |         |              |                     |                     |                 |  |
|  |                     |                     |                 |         |              |                     |                     |                 |  |
|  | Buenos Aires        | Buenos Aires        | 43              |         |              |                     |                     |                 |  |
|  | Buenos Aires        | Buenos Aires        | 43              |         |              |                     |                     |                 |  |
|  | Santiago del Estero | Santiago del Estero | 0               |         |              |                     |                     |                 |  |
|  | Santiago del Estero | Santiago del Estero | 0               |         | Buenos Aires | Buenos Aires        | 67                  |                 |  |
|  |                     |                     |                 |         | Buenos Aires | Buenos Aires        | 67                  |                 |  |
|  |                     |                     | Rosario         | Rosario | 16           |                     |                     |                 |  |
|  | Rosario             | Rosario             | Rosario         | Rosario | 16           | 35                  |                     |                 |  |
|  | Rosario             | Rosario             |                 |         |              | 35                  |                     |                 |  |
|  | San Juan            | San Juan            | 9               |         |              | Tercer puesto       | Tercer puesto       | Tercer puesto   |  |
|  | San Juan            | San Juan            | 9               |         |              | Tercer puesto       | Tercer puesto       | Tercer puesto   |  |
|  |                     |                     |                 |         |              |                     |                     |                 |  |
|  |                     |                     |                 |         |              | Santiago del Estero | Santiago del Estero | 39              |  |
|  |                     |                     |                 |         |              | Santiago del Estero | Santiago del Estero | 39              |  |
|  |                     |                     |                 |         |              | San Juan            | San Juan            | 33              |  |
|  |                     |                     |                 |         |              | San Juan            | San Juan            | 33              |  |
|  |                     |                     |                 |         |              |                     |                     |                 |  |

|                      |
| Buenos Aires Campeón |
| Segundo título       |